# Abdel Malik Mansour
Abdel Malik Mansour (* 1952 im Gouvernement Sanaa) ist ein jemenitischer Politiker und Diplomat. Er ist derzeit war bis 2011 der Vertreter seines Landes in der Arabischen Liga.

## Leben
Mansour studierte „islamische Rechtslehre“ an der Universität Sanaa.
1982 wurde er erstmals in das permanente Komitee des Allgemeinen Volkskongresses (GPC) gewählt. 1990 wurde er wiedergewählt. Seit 1990 saß er im Politbüro als Vorsitzender des Organisationskomitees. 1993 wechselte er die Position im Politbüro und übernahm den Vorsitz über den Politischen Bereich sowie die Außenbeziehungen. 1995 wurde er zum Stellvertreter des Generalsekretärs des GPC gewählt.
Von 1997 bis 2001 war er Kultur- und Tourismusminister des Jemen.
Mansour hat und hatte zahlreiche andere öffentliche Funktionen inne, darunter Staatssekretär des Rates für Universitätsinstitute, stellvertretender Minister für Ausstattung und Führung (Endowment and Guidance), Vorsitzender des Rechnungshofs, Mitglied des Gelehrtenrats für islamische Rechtsprechung, Mitglied der Führung der Universität Sanaa, Referent des nationalen Normungsinstituts (Convention Institute).
Nebenbei lehrt er Kunst an der Universität Sanaa, schreibt für verschiedene Tageszeitungen und veröffentlichte mehrere Bücher.